# Tétény-busz (Budapest)
A budapesti Tétény-busz a Szent Gellért tér és a Budatétény, Campona között közlekedett. A vonalat a Budapesti Közlekedési Zrt. üzemeltette.

## Története
1998. augusztus 25-én indult a Tétény-busz a Szent Gellért tér és a budatétényi Jókai Mór utca között tehermentesítő járatként. 1999. szeptember 9-étől a szeptember 15-én átadott Campona bevásárlóközpont mellett épült buszállomáshoz helyezték át. 2002. május 7-e és augusztus 30-a között a Campona és az Irinyi János utca között Tétény2 jelzéssel gyorsjárat közlekedett, szintén tehermentesítőként. Az M4-es metróvonal építése miatt a 47-es villamos csak a Kanizsai utcáig (mai Újbuda-központtól délre a második utca) közlekedett, ezért 2006. augusztus 21-étől a Tétény-busz a Leányka utca, a Savoyai Jenő tér és a Városház tér megállókban is megállt, így továbbra is közvetlen Budafok–Szent Gellért tér kapcsolatot jelentett.
2007. augusztus 21-étől a Tétény-busz helyett az Urániáig meghosszabbított 233E jelzésű buszok közlekedtek, melyek délelőtt a Camponától, délután a Campona felé a Rózsakert utca–VII. utca–Dózsa György út útvonalon tettek egy kört.

## Útvonala
| Budatétény, Campona felé | Szent Gellért tér felé |
| --- | --- |
| Szent Gellért tér vá. – Budafoki út – Hunyadi János út – Kitérő út – felüljáró – Leányka utca – Kossuth Lajos utca – Nagytétényi út – Budatétény, Campona vá. | Budatétény, Campona vá. – Nagytétényi út – Mária Terézia utca – Leányka utca – felüljáró – Kitérő út – Petőfi Sándor utca – Hunyadi János út – Budafoki út – Szent Gellért tér vá. |

## Megállóhelyei
| 0  | Szent Gellért tér végállomás                                                     | 25 | 7, 7A, 86 18, 19, 47, 49    | 7, 47-49V, 73, 86 18, 19, 41, 47, 49, 118       |
| 2  | Szent Gellért tér                                                                | ∫  | 7, 7A, 86 18, 19, 47, 49    | 7, 47-49V, 73, 86 18, 19, 41, 47, 49, 118       |
| 5  | Szerémi sor (↓) Október huszonharmadika utca (↑) (ma: Budafoki út / Szerémi sor) | 21 | 3, 3, 10, 12, 86 4          | 3, 3, 12, 86 4                                  |
| 7  | Kelenföldi Erőmű                                                                 | 18 | 3, 3, 10, 103               | 3, 3, 103                                       |
| 16 | Leányka utca (ma: Leányka utcai lakótelep)                                       | 10 | Nem érintette               | 3, 14, 114 47                                   |
| 17 | Savoyai Jenő tér                                                                 | 9  | Nem érintette               | 3, 14, 58, 114, 150, 250 47                     |
| 18 | Városház tér                                                                     | 8  | Nem érintette               | 3, 3, 14, 58, 114, 150, 250 47 Budafok-Belváros |
| 20 | Vágóhíd utca                                                                     | 6  | 3, 3, 14, 114               | 3, 14, 114                                      |
| 21 | József Attila utca (ma: Háros vasútállomás)                                      | 5  | 3, 3, 14, 114 Budafok-Háros | 3, 3, 14, 114 Budafok-Háros                     |
| 22 | Háros utca                                                                       | 4  | 3, 14, 114                  | 3, 14, 114                                      |
| 24 | Jókai Mór utca végállomás (1998–1999)                                            | 2  | 3, 3, 14, 50, 114, 138      | 3, 3, 14, 50, 114, 138                          |
| 25 | Lépcsős utca                                                                     | 1  | Nem érintette               | 3, 3, 14, 50, 114, 138                          |
| 26 | Budatétény, Campona végállomás (1999–2007)                                       | 0  | Nem érintette               | 13, 50, 113, 113A, 138 Budatétény               |